# 与那原町立与那原中学校
与那原町立与那原中学校（よなばるちょうりつ よなばるちゅうがっこう）は、沖縄県島尻郡与那原町字与那原に所在する公立（町立）中学校。

## 概要

### 生徒数・教員数
- 生徒数 - 613人（20クラス）
- 教員数 - 33人

2018年（平成30年）5月1日時点

## 沿革
- 1948年（昭和23年）4月 - 同校が設立される。
- 1953年（昭和28年）4月 - 現在地に移転する。
- 2004年（平成16年）4月 - 2学期制を開始する。

## 通学区域
- 与那原町全域

## 著名な出身者
- 上原幸真（元プロ野球選手）
- 山崎歩夢（競輪選手）
- 吉田涼（柔道家）
- 儀武ゆう子（声優）
- 筒井圭児（ミュージカル俳優）